# 2С-06-6
2С-06-6  — типовий проєкт цегляного будинка культури на 1200 місць із кінозалом на 300 місць. Розроблений у 1966 році ЦНДІЕП видовищних будівель і спортивних споруд ім. Б. С. Мезенцева (Москва) в майстерні № 1, архітектори М. Бубнов, В. Давиденко, І. Билінкин, Г. Горлишков, Н. Шебалина, Н. Рогачева; інженери М. Клюшкин і Т. Тихомирова. Варіянт 2С-06-6.69 розроблений у 1969 році. Реалізовано, зокрема, і в містах України.

## Опис
1–2–3 поверхи. Площа забудови 43200 м², корисна 8132 м². Крок колон 6 м, розміри в осях основного об'єму: 33×96 м, з пристройкою складу 42×96 м, спортзалу, винесеного в окремий об'єм — 18×36 м, глибина зі спортзалом 75 м. Висота основного об'єму 10,1–13,7 м, сценічної частини 27 м.
Характерною рисою є з висотна сценічна частина несиметрична головного фасаду праворуч.

## Будівлі в Україні

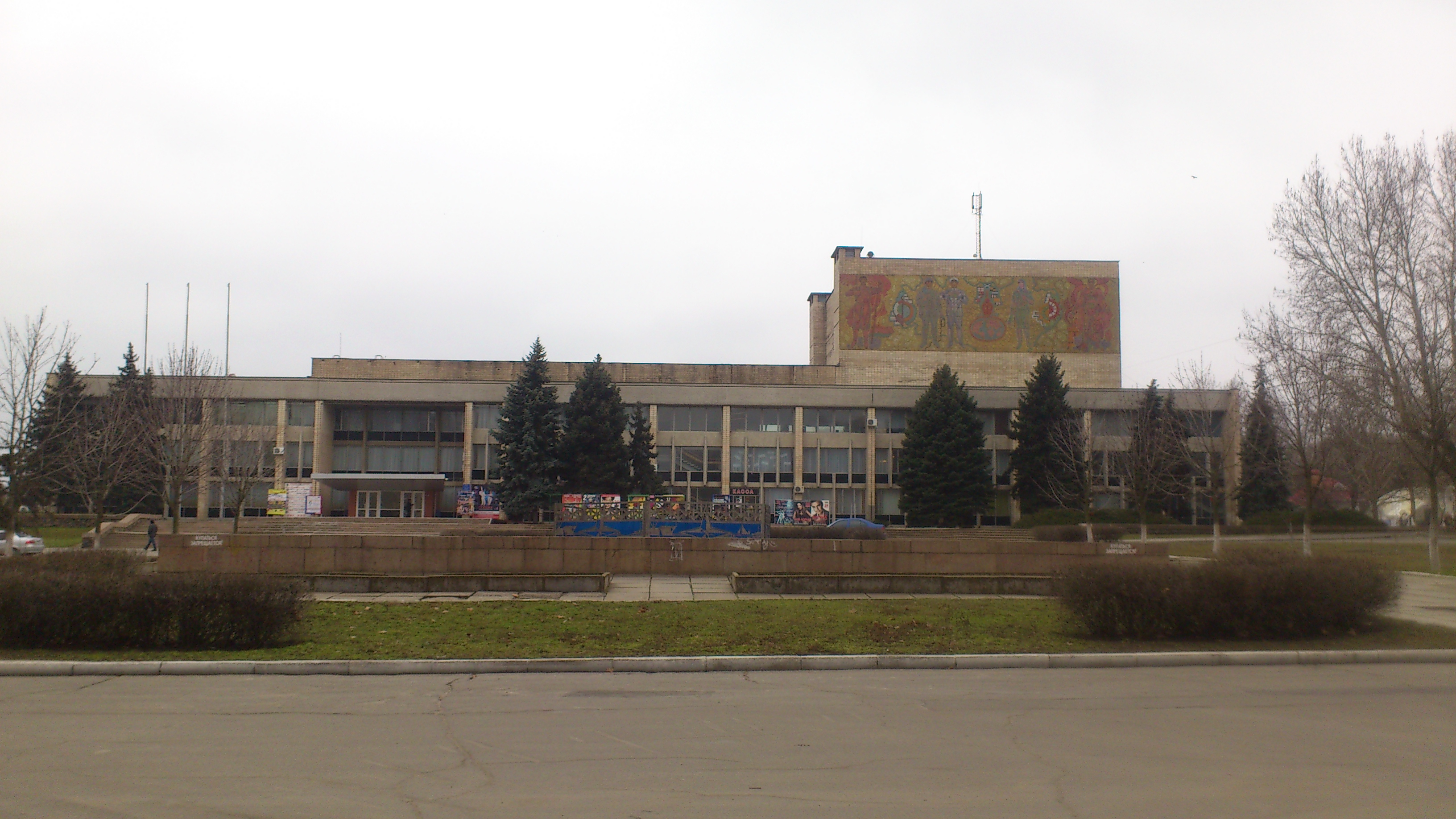
Миколаїв, ПК суднобудівельників, 1967, нині обласний ПК
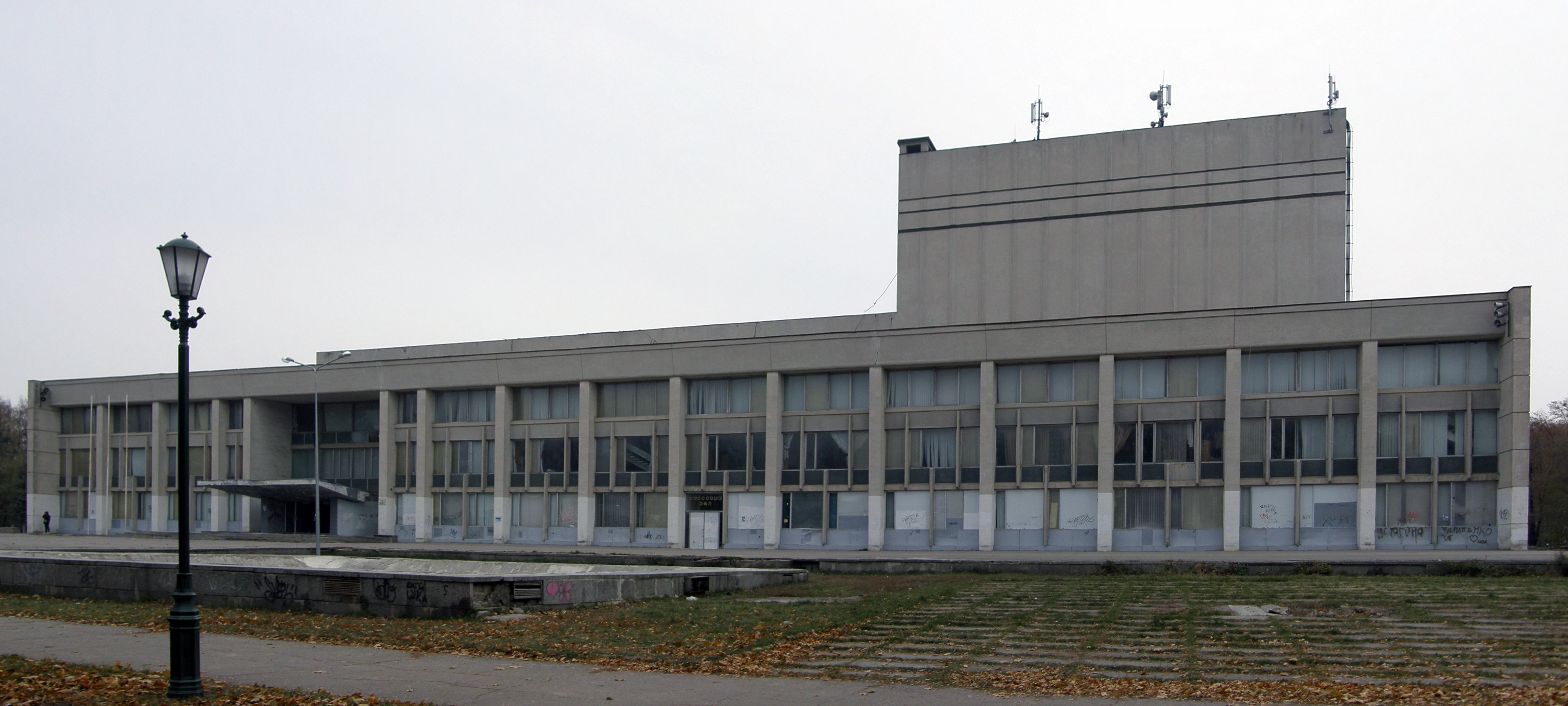
ПК Харківського тракторного заводу, 1966–1968, переробка проекта Ф. М. Коваленко, Е. Н. Бельман , І. П. Самохвалова
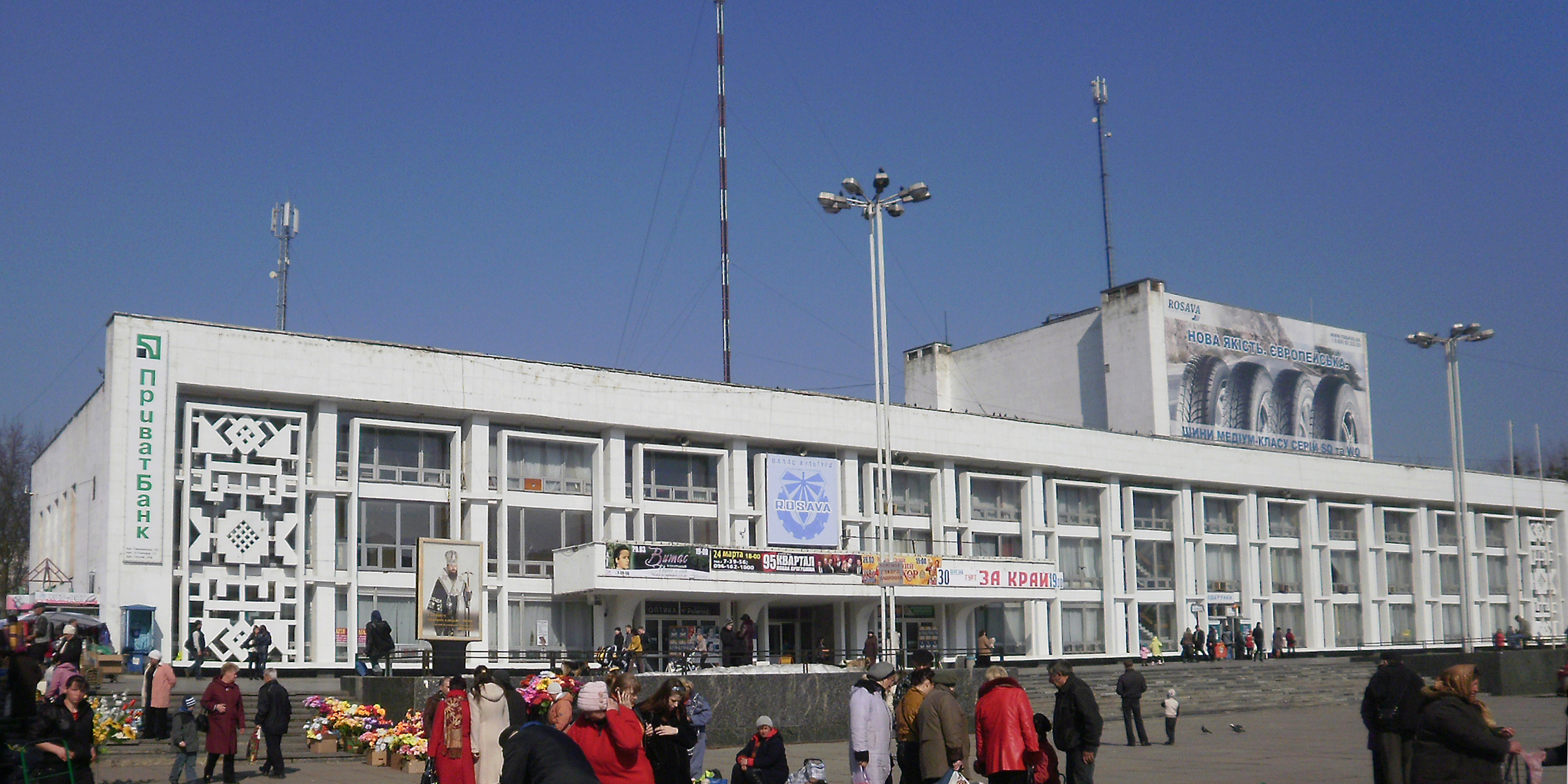
ПК «Росава», Біла Церква, 1978
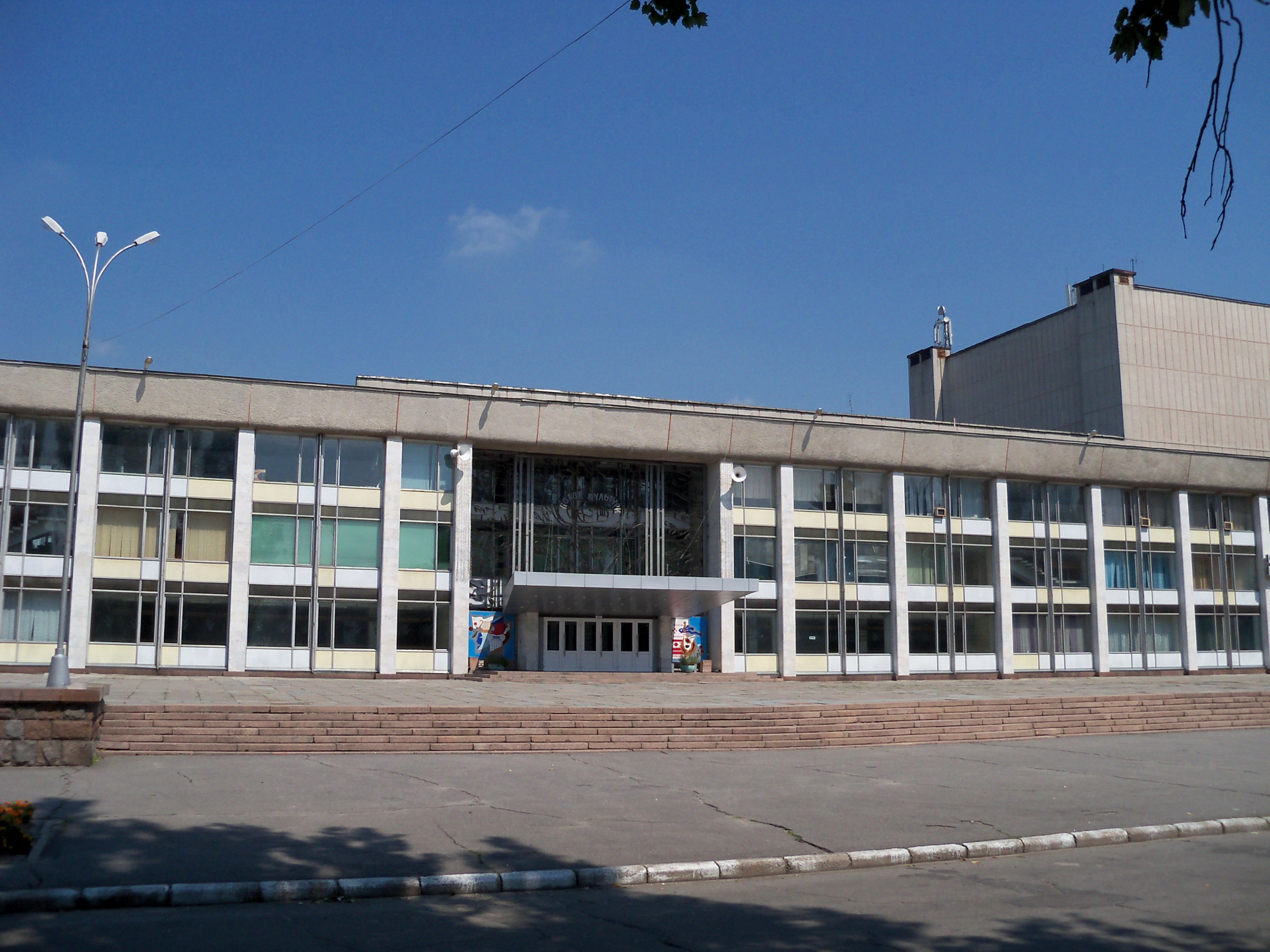
Кременчук, міський ПК, 1966—1972, архітектор О. Вишинський
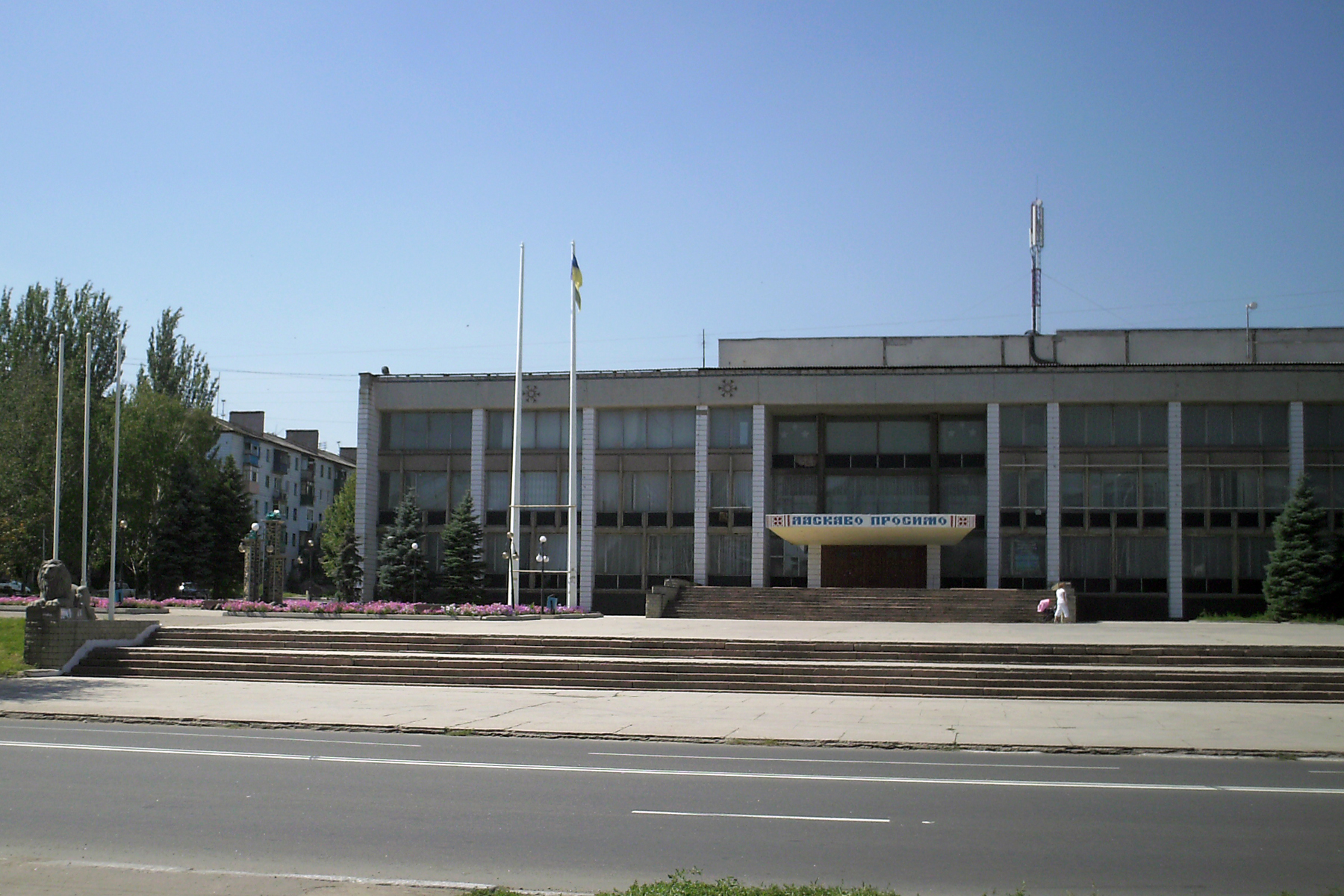
ПК «Жовтень», Костянтинівка, 1976
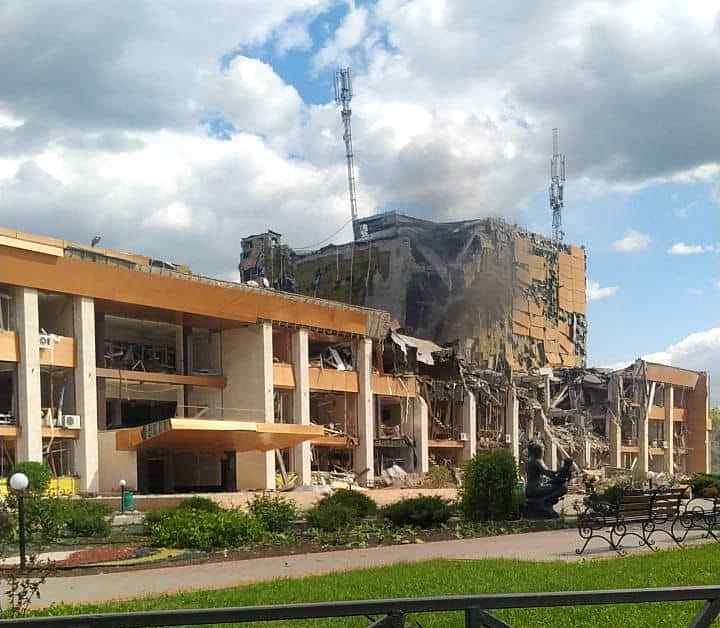
ПК Лозовського ковальсько-механічного заводу, 1977, нині міський ПК, зруйнований Армією Росії
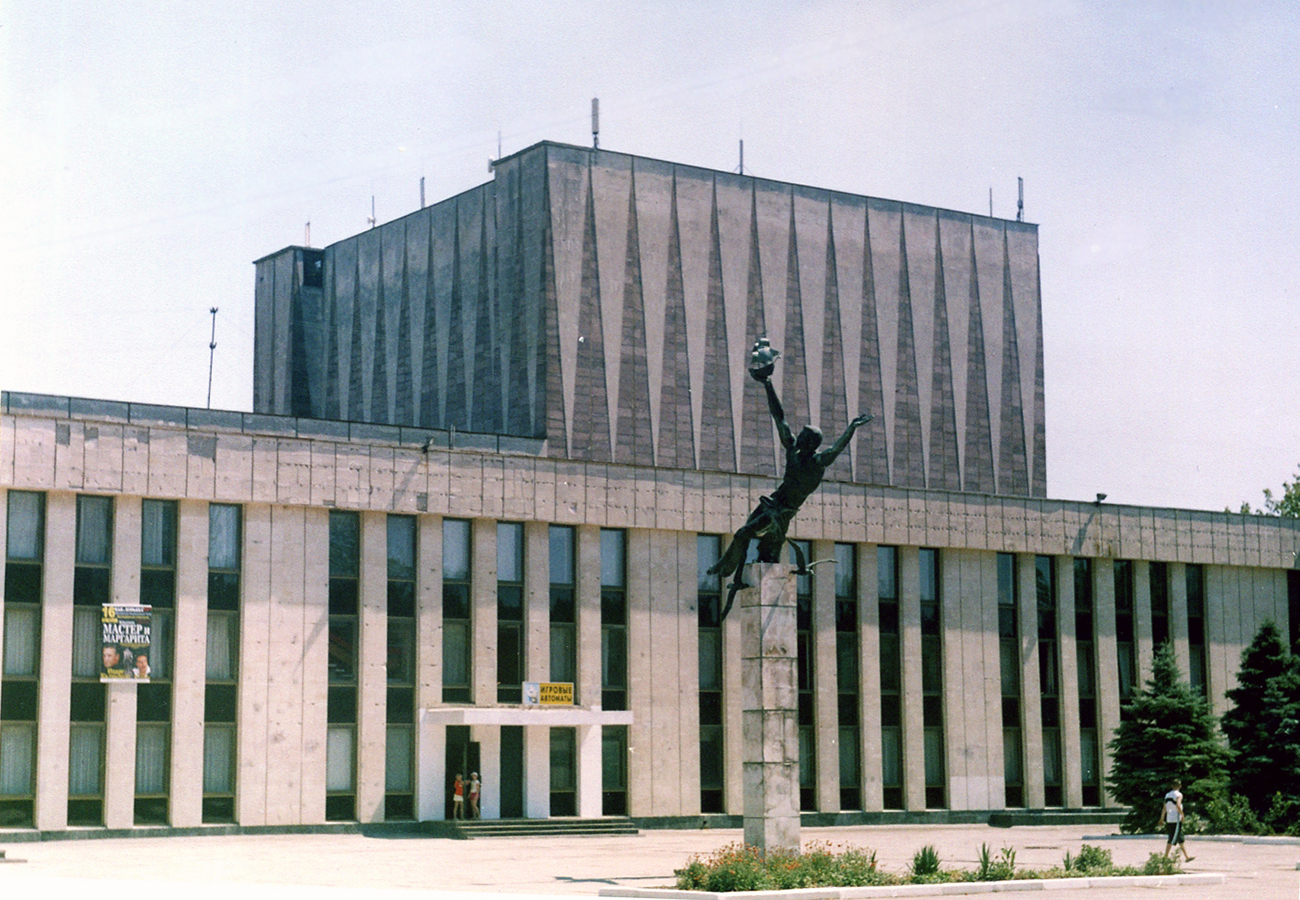
ПК «Корабел» (колишній заводу «Залив»), Керч, 1980
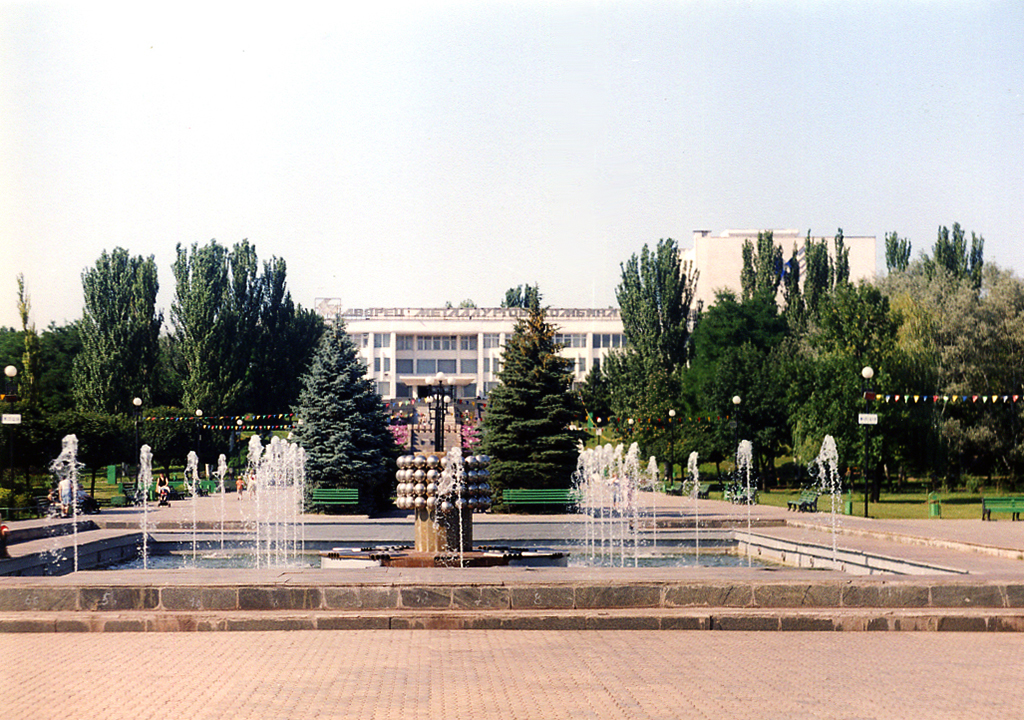
ПК «Металург» Маріюпільського металургійного комбінату, 1982
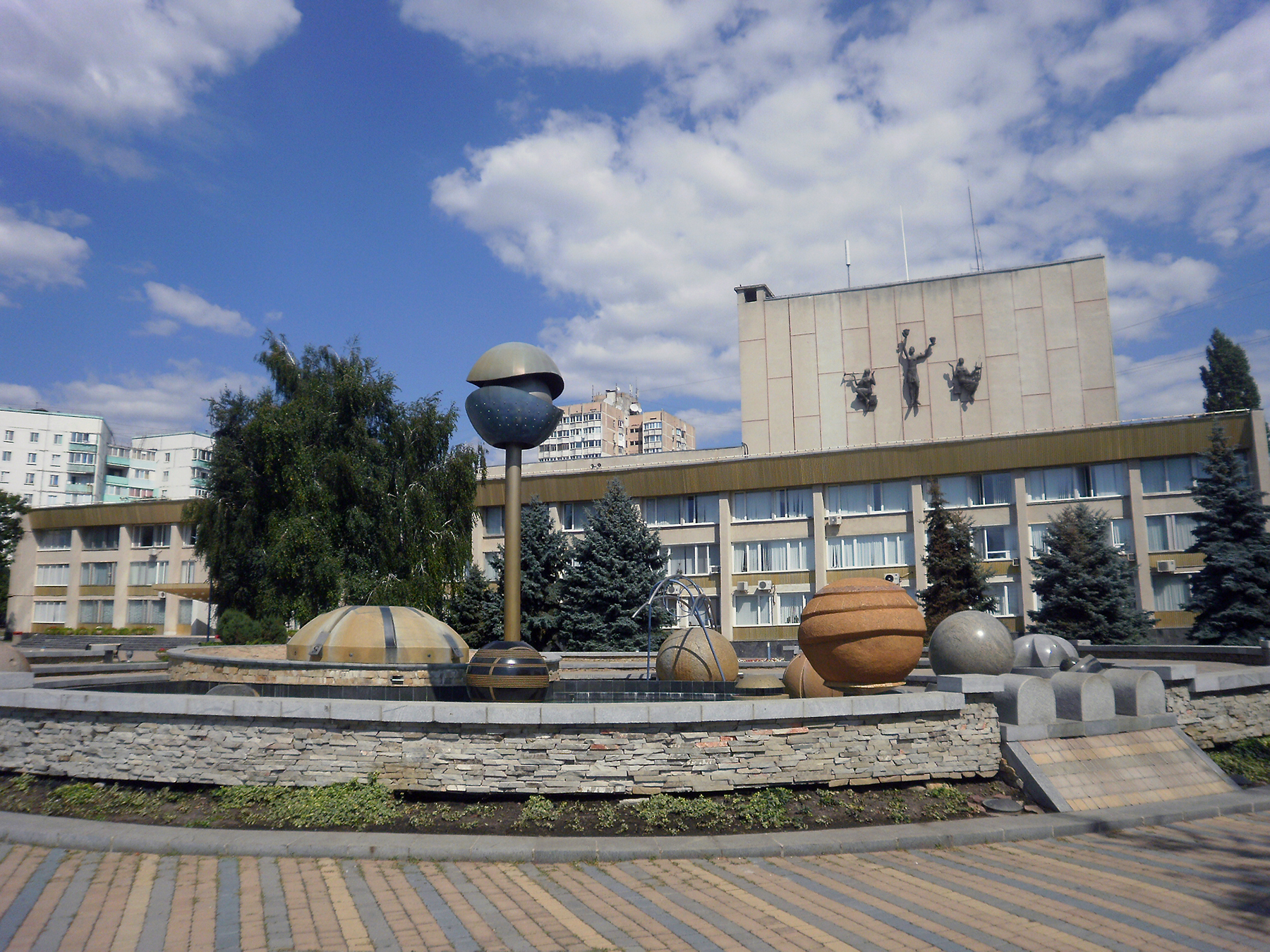
ПК «Дружба» Одеського припортового заводу, Южне, 1988
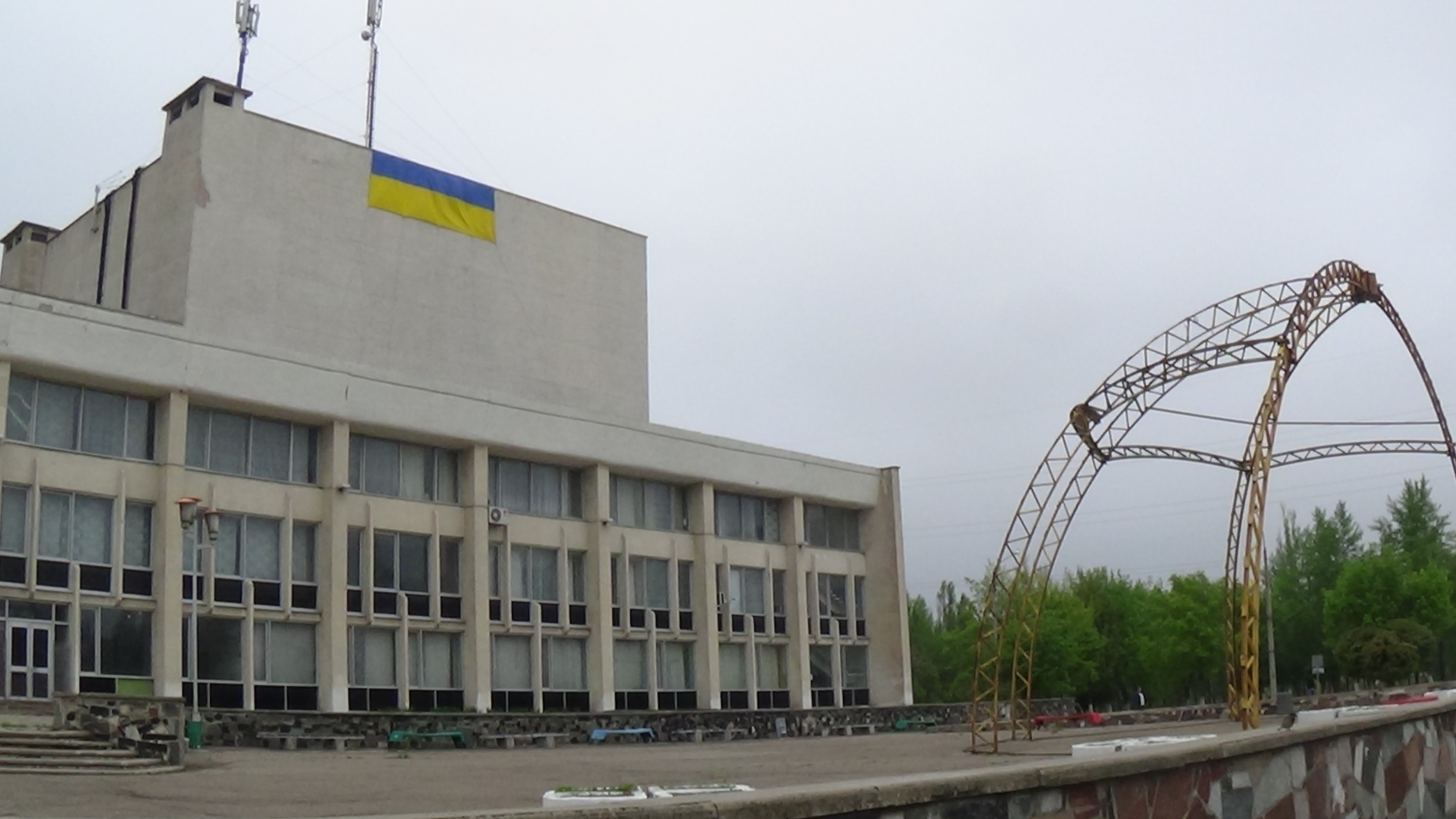
Рубіжне, міський ПК

Окрім вищенаведених будівлі в Запоріжжі (ПК Трансформаторного завода, 1970; ПК Дніпроспецсталі, 1977—1978), Кам'янському (ПК хіміков, 1970, архітектор І. Власенко), Тернополі («Березіль» ім. Курбаса, 1977), тощо.

## Джерело
Дом культуры 2С-06-6, 2С-06-6/69